# 石井一久のオールナイトニッポン
『石井一久のオールナイトニッポン』（いしいかずひさのオールナイトニッポン）は、石井一久がパーソナリティーを務めるニッポン放送「オールナイトニッポン」の特別番組。毎年1回プロ野球のオフシーズンに放送される。アシスタントは同局アナウンサー吉田尚記。

## 放送時間
- 第1回 2004年1月9日金曜日25:00 - 27:00
- 第2回 2005年1月3日月曜日25:00 - 27:00
- 第3回 2006年2月27日月曜日25:00 - 27:00
- 第4回 2014年3月27日木曜日22:00 - 24:00（『オールナイトニッポンGOLD』枠での放送）

## 番組内容
- 野球のシーズン時の話やプライベートのことなどを話したりするが、野球の技術的な話はあまりしない。
- 番組内で天然っぽい発言をしてしまうこともあるが、リスナーからのお悩み相談をしたりと真面目にパーソナリティーをしている。
- 第1回の放送において、球場の登板するときのBGMを番組で決めたことがあり、リスナーの投票と石井本人が考えた結果、松平健の「マツケンサンバII」に決まった。
- 第2回はキャンプ地沖縄県から放送。チームメイトの石川雅規がゲスト出演した。

## 関連番組
- 石井一久のプロ野球バンザイ
- 松本ひでおと石井一久のショウアップナイターネクスト!